# Kurji
Kurji (ros. Курьи) – wieś (sieło) w Rosji, w obwodzie swierdłowskim, w rejonie suchołoskim. W 2010 liczyła 4810 mieszkańców.